# Rue du Mail (Lyon)
Pour les articles homonymes, voir Rue du Mail.
La rue du Mail est une rue du plateau de la Croix-Rousse dans le 4e arrondissement de Lyon en France. Elle est parallèle à la Grande rue de la Croix-Rousse.

## Histoire
En Français, un mail est une large voie plantée d'arbres, souvent situé à l'emplacement d'anciens remparts, et parfois utilisé comme terrain propre au jeu de mail.
Et effectivement, la rue du Mail, autrefois appelée cours du Mail longeait  les remparts de la Croix-Rousse.
En 1812, Pierre Gabriel Dumenge, propriétaire de terrains à la Croix-Rousse, fait construire un lotissement appelé le Clos Dumenge, qui offre des immeubles-ateliers spécialement conçus pour les tisseurs (les Canuts). Il ouvre ainsi plusieurs rues : la rue Dumenge, la rue du Pavillon et la rue du Mail.
En 1824, le lotisseur Perrin la prolonge au nord. Et en 1835, un troisième lotisseur, Pailleron, fait de même, donnant à la rue son aboutissant actuel rue Pailleron.

## Accessibilité
Ce site est desservi par la station de métro Croix-Rousse.